# BMW R51
De BMW R 51 is een motorfiets van het merk BMW.

## Voorgeschiedenis
In 1929 was BMW voor haar tweecilinders overgestapt van 500- naar 750 cc. Er werden steeds series van twee motorfietsen uitgebracht: een toermodel met zijklepmotor en een sportmodel met kopklepmotor. Er werd altijd gewerkt volgens het "Baukastensystem", waardoor zo veel mogelijk onderdelen uitwisselbaar waren. In hetzelfde jaar stapte men over van buisframes naar geklonken plaatframes. Toch was goed te zien dat de eerste BMW, de R 32 uit 1923 een goede basis had gelegd voor de toekomst. Alle BMW's, inclusief de eencilinders, droegen tot 1936 de basiskenmerken van deze motor. In 1936, met het verschijnen van de R 5, werden echter flinke vernieuwingen doorgevoerd. Om te beginnen ging men terug naar 500cc. Het "zustermodel", de R 6, kreeg echter niet dezelfde motor in zijklepuitvoering, maar een 600cc zijklepmotor. Zo ontstond toch weer een "paar", de R 5 als sportmotor, de R 6 als toermotor.

## R 51
In 1938 bracht BMW een hele serie nieuwe modellen uit: de 250cc R 23, de 500cc R51 met kopklepmotor, de 600cc R 61 zijklepper, de 600cc R 66 kopklepper en de 750cc R 71 zijklepper. De R 51 werd aldus de opvolger van de R 5. Van de R 51 werden tussen 1938 en 1941 3.775 stuks geproduceerd.

### Rijwielgedeelte
De R 51 had het nieuwe, uit ovale buis getrokken dubbel wiegframe dat tot ver in de jaren vijftig dienst zou doen. Helemaal nieuw was de toegepaste plunjervering, waarmee voor het eerst een BMW achtervering kreeg.

### Motor
Zowel motor als versnellingsbak en koppelingshuis waren al van gegoten aluminium, wat een flinke gewichtsbesparing opleverde. Het motorblok was eenvoudig met twee steekassen in het frame gemonteerd, een constructie die het ook nog lang zou volhouden. De kopklepmotor had twee door een ketting aangedreven nokkenassen, die middels stoterstangen de kleppen bedienden. De cilinderkoppen hadden elk een eigen smeersysteem, afzonderlijk van de normale druksmering van de rest van de motor. Een eenvoudig nat luchtfilter bevond zich achter op het motorblok en voorzag ze van lucht. Dit was een stalen zeef die eenvoudig gereinigd kon worden en daarna, met olie ingesmeerd, zijn reinigende werk deed.

### Aandrijflijn
De enkelvoudige droge plaatkoppeling werd bediend met een drukstang die dwars door de hoofdas van de versnellingsbak liep. Dit systeem bleef intact tot in 1996 (R 100 R Mystic). Net als de racemotoren kreeg de R 51 voetschakeling. Hiernaast kreeg de machine ook nog een korte handpook, waarmee niet alleen "normaal" geschakeld kon worden, maar ook - als bij een auto - elke versnelling, inclusief de vrijstand, direct gekozen kon worden.

### Technische gegevens
| Periode         | 1938-1941                              | 1938-1941                              | 1938-1941                              |
| Categorie       | sportmotor                             | sportmotor                             | sportmotor                             |
| Motortype       | kopklepmotor                           | kopklepmotor                           | kopklepmotor                           |
| Bouwwijze       | langsgeplaatste tweecilinderboxermotor | langsgeplaatste tweecilinderboxermotor | langsgeplaatste tweecilinderboxermotor |
| boring          | 68 mm                                  | 68 mm                                  | 68 mm                                  |
| slag            | 68 mm                                  | 68 mm                                  | 68 mm                                  |
| Cilinderinhoud  | 494 cc                                 | 494 cc                                 | 494 cc                                 |
| Max. Vermogen   | 18 kW/24 pk                            |                                        |                                        |
| Topsnelheid     | 140 km/h                               | 140 km/h                               | 140 km/h                               |
| Aandrijving     | as                                     | as                                     | as                                     |
| Rijwielgedeelte | dubbel wiegframe, buisframe            | dubbel wiegframe, buisframe            | dubbel wiegframe, buisframe            |
| Drooggewicht    | ca. 180 kg                             | ca. 180 kg                             | ca. 180 kg                             |
| Voorganger      | R 5                                    | R 5                                    | R 5                                    |
| Opvolger        | R 51/2                                 | R 51/2                                 | R 51/2                                 |